# Proscopiidae
Super-famille
Famille
Les Proscopiidae sont une famille d'insectes orthoptères, la seule de la super-famille des Proscopioidea.

## Distribution
Les espèces de cette famille se rencontrent en Amérique du Sud et en Amérique centrale.

## Liste des genres
Selon Orthoptera Species File (13 juillet 2018) :
- sous-famille des Hybusinae Liana, 1980
  - genre Hybusa Erichson, 1844
- sous-famille des Proscopiinae Serville, 1838
  - tribu des Proscopiini Audinet-Serville, 1838
    - genre Albascopia Cadena-Castañeda & Cardona, 2015
    - genre Apioscelis Brunner von Wattenwyl, 1890
    - genre Carbonellis Bentos-Pereira, 2007
    - genre Paraproscopia Bentos-Pereira, 2006
    - genre Prosarthria Brunner von Wattenwyl, 1890
    - genre Proscopia Klug, 1820
    - genre Pseudoproscopia Bentos-Pereira, 2007

  - tribu des Tetanorhynchini Bentos-Pereira, 2004
    - genre Cephalocoema Serville, 1838
    - genre Mariascopia Bentos-Pereira, 2004
    - genre Orienscopia Bentos-Pereira, 2000
    - genre Pseudastroma Jago, 1990
    - genre Scleratoscopia Jago, 1990
    - genre Tetanorhynchus Brunner von Wattenwyl, 1890

  - incertae sedis
    - genre Anchocoema Mello-Leitão, 1939
    - genre Anchotatus Brunner von Wattenwyl, 1890
    - genre Astromoides Tapia, 1981
    - genre Callangania Liana, 1980
    - genre Carphoproscopia Jago, 1990
    - genre Corynorhynchus Brunner von Wattenwyl, 1890
    - genre Epigrypa Brunner von Wattenwyl, 1890
    - genre Microcoema Jago, 1990
    - genre Pseudoanchotatus Liana, 1980
    - genre Stiphra Brunner von Wattenwyl, 1890
- sous-famille des Xeniinae Liana, 1980
  - genre Altograciosa Liana, 1980
  - genre Astroma Charpentier, 1845
  - genre Xenium Liana, 1980
- incertae sedis
  - genre Bazylukia Liana, 1972
  - genre Bolidorhynchus Jago, 1990
  - genre Epsigrypa Mello-Leitão, 1939
  - genre Nodutus Liana, 1972
  - genre Orthophastigia Tapia, 1982
  - genre Scopaeoscleratoscopia Jago, 1990
  - genre †Eoproscopia Heads, 2008

## Publication originale
- Serville, 1838 "1839" : Histoire naturelle des insectes. Orthoptères. p. 1-776.